# Wolfgang Menardi
Wolfgang Menardi (ur. 26 września 1977 w Innsbrucku) – austriacki aktor telewizyjny, filmowy i teatralny, scenarzysta. 

## Życiorys
Po ukończeniu szkoły średniej, w latach 1997–2001 studiował aktorstwo w Otto-Falckenberg-Schule w Monachium. Potem występował w teatrach: Münchner Kammerspiele w Monachium, Théâtre national de la Colline w Paryżu, Théâtre national de Strasbourg w Strasburgu, Thalia Theater Hamburg w Hamburgu , Schauspiel Köln w Kolonii i Ruhrtriennale w Zagłębiu Ruhry. W 2012 roku był członkiem bawarskiego Bayerisches Staatsschauspiel w Monachium.

## Filmografia

### Filmy krótkometrażowe
- 1995: Pałac o czwartej rano (Der Palast um vier Uhr morgens) jako Viktor
- 2005: Suzuki jako pielęgniarz
- 2007: Überfahrt
- 2008: Narrenspiel jako Stefan
- 2010: Bergblut jako Franz Egger
- 2012: Piękna i Bestia (La Belle et la Bette) jako Thierry
- 2013: Coming in
- 2013: Das Kalte Herz

### Filmy fabularne
- 1998: Nowa wolność - brak pracy (Neue Freiheit - Keine Jobs Schönes München: Stillstand)
- 1999: Hotel Empire

### Seriale TV
- 2001: Tatort - odc. Tot bist Du!
- 2002: Sinan Toprak ist der Unbestechliche jako Tom Lüdorf
- 2004: Wolffs Revier jako Fabian Wiegand
- 2005: Mit Herz und Handschellen jako Martin Thorandt
- 2006: Unter den Linden - Das Haus Gravenhorst Thomas Jung
- 2007: R.I.S. - Die Sprache der Toten jako Jens Goldmann
- 2008: Der Goldene Nazivampir von Absam 2 – Das Geheimnis von Schloß Kottlitz
- 2009: Kobra – oddział specjalny - odc. Braterska miłość (Bruderliebe) jako Marc Enders
- 2010: Strażnik pierścienia (Lasko - Die Faust Gottes) jako Daniele Castellan
- 2010: Tatort - odc. Die Heilige jako Alexis
- 2012: SOKO Wismar  jako Bastian Paulsen
- 2012: Klinik am Alex jako Paul Habermann
- 2014: Ratownictwo górskie (Die Bergwacht) jako Thomas Bachler